# Bahnstrecke Busenbach–Ittersbach
| Streckennetz der Albtalbahn 1901–1910 |                                                                           |                                                            |                                                    |
| Streckennummer (DB): | 9421                                                                      |                                                            |                                                    |
| Kursbuchstrecke (DB): | 710.1, ex 312, 305c                                                       |                                                            |                                                    |
| Kursbuchstrecke: | 319e (Busenbach – Ittersbach 1946)                                        |                                                            |                                                    |
| Streckenlänge: | seit 1979: 14,1 km 1975–1979: 15,0 km 1966–1979: 6,8 km bis 1964: 12,6 km |                                                            |                                                    |
| Spurweite: | 1435 mm (Normalspur)                                                      |                                                            |                                                    |
| Streckenklasse: | D4                                                                        |                                                            |                                                    |
| Stromsystem: | 750 V =                                                                   |                                                            |                                                    |
| Maximale Neigung: | 39,838 ‰                                                                  |                                                            |                                                    |
| Minimaler Radius: | Wendeschleifen: 23 m                                                      |                                                            |                                                    |
| Streckengeschwindigkeit: | 80 km/h (nur LNT), 50 km/h                                                |                                                            |                                                    |
| Zugbeeinflussung: | PZB AVG-IMU                                                               |                                                            |                                                    |
| Zweigleisigkeit: | nein                                                                      |                                                            |                                                    |
| |                                                                           |                                                            |                                                    |
| \| \| \| von Karlsruhe \| \| \| \| 0,000 \| Busenbach \| 170 m \| \| \| \| nach Bad Herrenalb \| \| \| \| \| (ehem. flachere/längere Trasse bis 1979) \| \| \| \| (2,0) 02,040 \| Reichenbach Kurpark (seit 1972) \| 239 m \| \| \| \| \| \| \| \| \| \| \| \| \| \| Etzenroter Straße \| \| \| \| \| Kilometrierung: (bis 1974) / nach 1979 \| \| \| \| \| \| \| \| \| (3,2) 02,670 \| Reichenbach Bahnhof (ehem. Reichenbach b Ettlingen) \| 258 m \| \| \| \| \| \| \| \| \| Heldrunger Straße \| \| \| \| 4,195 \| Schießhüttenäcker (seit 2011) \| 257 m \| \| \| \| Agl Ritter/Paradigma, ehem. Hummel \| \| \| \| \| Ettlinger Straße \| \| \| \| \| Fehllänge 21,770 m, 22 m oder 27,7 m \| \| \| \| \| Langensteinbach \| \| \| \| (5,4) 04,952 \| Langensteinbach Bahnhof \| 253 m \| \| \| \| \| \| \| \| \| Alemannenstraße \| \| \| \| \| \| \| \| \| 5,673 \| Langensteinbach St. Barbara (seit 1975, mit Wendeschleife) \| 270 m \| \| \| \| \| \| \| \| \| \| \| \| \| (6,3)00,000 \| Langensteinbach Erholungsheim (1932–1964) \| Langensteinbach Erholungsheim (1932–1964) \| \| \| \| \| \| \| \| \| \| \| \| \| (6,8)00,000 \| Langensteinbach Süd (1966–1975, mit Wendeschleife) \| Langensteinbach Süd (1966–1975, mit Wendeschleife) \| \| \| \| \| \| \| \| \| Enzstraße \| \| \| \| (8,3)00,000 \| Spielberg (b Ittersbach) (bis 1964) \| Spielberg (b Ittersbach) (bis 1964) \| \| \| 8,220 \| Spielberg (seit 1975) \| 344 m \| \| \| (9,6)00,000 \| Ittersbach Industrie (1944–1964) \| Ittersbach Industrie (1944–1964) \| \| \| 11,498 \| Ittersbach Industrie (seit 1975) \| 314 m \| \| \| (11,6)00,000 \| Ittersbach Waldecke (bis 1964) \| Ittersbach Waldecke (bis 1964) \| \| \| \| Landesstraße 622 \| \| \| \| \| \| \| \| \| (12,6) 13,720 \| Ittersbach Bahnhof \| 308 m \| \| \| \| Ittersbach \| \| \| \| \| nach Pforzheim (bis 1968) \| \| \| \| \| \| \| \| \| 14,155 \| Ittersbach Rathaus (seit 1975, mit Wendeschleife) \| 307 m \| \| \| \| \| \| \| Quellen: [1] \| \| \| \| |                                                                           |                                                            |                                                    |
| Strecke |                                                                           | von Karlsruhe                                              | von Karlsruhe                                      |
| Bahnhof | 0,000                                                                     | Busenbach                                                  | 170 m                                              |
| Abzweig geradeaus und nach rechts |                                                                           | nach Bad Herrenalb                                         | nach Bad Herrenalb                                 |
| Verschwenkung von links · Verschwenkung von rechts (Strecke außer Betrieb) |                                                                           | (ehem. flachere/längere Trasse bis 1979)                   | (ehem. flachere/längere Trasse bis 1979)           |
| Haltepunkt / Haltestelle · Haltepunkt / Haltestelle (Strecke außer Betrieb) | (2,0) 02,040                                                              | Reichenbach Kurpark (seit 1972)                            | 239 m                                              |
| Strecke nach halblinks · Strecke ehemals nach halbrechts |                                                                           |                                                            |                                                    |
| Strecke ehemals von halblinks · Strecke von halbrechts |                                                                           |                                                            |                                                    |
| Bahnübergang (Strecke außer Betrieb) · Brücke |                                                                           | Etzenroter Straße                                          | Etzenroter Straße                                  |
| Verschwenkung nach links (Strecke außer Betrieb) · Verschwenkung nach rechts |                                                                           | Kilometrierung: (bis 1974) / nach 1979                     | Kilometrierung: (bis 1974) / nach 1979             |
| |                                                                           |                                                            |                                                    |
| Bahnhof | (3,2) 02,670                                                              | Reichenbach Bahnhof (ehem. Reichenbach b Ettlingen)        | 258 m                                              |
| |                                                                           |                                                            |                                                    |
| Brücke |                                                                           | Heldrunger Straße                                          | Heldrunger Straße                                  |
| Haltepunkt / Haltestelle | 4,195                                                                     | Schießhüttenäcker (seit 2011)                              | 257 m                                              |
| Abzweig geradeaus und ehemals nach rechts |                                                                           | Agl Ritter/Paradigma, ehem. Hummel                         | Agl Ritter/Paradigma, ehem. Hummel                 |
| Brücke |                                                                           | Ettlinger Straße                                           | Ettlinger Straße                                   |
| Kilometer-Wechsel |                                                                           | Fehllänge 21,770 m, 22 m oder 27,7 m                       | Fehllänge 21,770 m, 22 m oder 27,7 m               |
| Dienststation / Betriebs- oder Güterbahnhof |                                                                           | Langensteinbach                                            | Langensteinbach                                    |
| Haltepunkt / Haltestelle | (5,4) 04,952                                                              | Langensteinbach Bahnhof                                    | 253 m                                              |
| Verschwenkung von links · Verschwenkung von rechts (Strecke außer Betrieb) |                                                                           |                                                            |                                                    |
| Brücke · Strecke (außer Betrieb) |                                                                           | Alemannenstraße                                            | Alemannenstraße                                    |
| |                                                                           |                                                            |                                                    |
| Haltepunkt / Haltestelle · Strecke (außer Betrieb) | 5,673                                                                     | Langensteinbach St. Barbara (seit 1975, mit Wendeschleife) | 270 m                                              |
| |                                                                           |                                                            |                                                    |
| |                                                                           |                                                            |                                                    |
| Strecke · Haltepunkt / Haltestelle (Strecke außer Betrieb) | (6,3)00,000                                                               | Langensteinbach Erholungsheim (1932–1964)                  | Langensteinbach Erholungsheim (1932–1964)          |
| |                                                                           |                                                            |                                                    |
| |                                                                           |                                                            |                                                    |
| Strecke · Haltepunkt / Haltestelle (Strecke außer Betrieb) | (6,8)00,000                                                               | Langensteinbach Süd (1966–1975, mit Wendeschleife)         | Langensteinbach Süd (1966–1975, mit Wendeschleife) |
| |                                                                           |                                                            |                                                    |
| Brücke · Strecke (außer Betrieb) |                                                                           | Enzstraße                                                  | Enzstraße                                          |
| Strecke · Haltepunkt / Haltestelle (Strecke außer Betrieb) | (8,3)00,000                                                               | Spielberg (b Ittersbach) (bis 1964)                        | Spielberg (b Ittersbach) (bis 1964)                |
| Bahnhof · Strecke (außer Betrieb) | 8,220                                                                     | Spielberg (seit 1975)                                      | 344 m                                              |
| Strecke · Haltepunkt / Haltestelle (Strecke außer Betrieb) | (9,6)00,000                                                               | Ittersbach Industrie (1944–1964)                           | Ittersbach Industrie (1944–1964)                   |
| Bahnhof · Strecke (außer Betrieb) | 11,498                                                                    | Ittersbach Industrie (seit 1975)                           | 314 m                                              |
| Strecke · Haltepunkt / Haltestelle (Strecke außer Betrieb) | (11,6)00,000                                                              | Ittersbach Waldecke (bis 1964)                             | Ittersbach Waldecke (bis 1964)                     |
| Brücke · Strecke (außer Betrieb) |                                                                           | Landesstraße 622                                           | Landesstraße 622                                   |
| Verschwenkung nach links · Verschwenkung nach rechts (Strecke außer Betrieb) |                                                                           |                                                            |                                                    |
| Haltepunkt / Haltestelle | (12,6) 13,720                                                             | Ittersbach Bahnhof                                         | 308 m                                              |
| Dienststation / Betriebs- oder Güterbahnhof |                                                                           | Ittersbach                                                 | Ittersbach                                         |
| Abzweig geradeaus und ehemals nach links |                                                                           | nach Pforzheim (bis 1968)                                  | nach Pforzheim (bis 1968)                          |
| |                                                                           |                                                            |                                                    |
| Haltepunkt / Haltestelle Streckenende | 14,155                                                                    | Ittersbach Rathaus (seit 1975, mit Wendeschleife)          | 307 m                                              |
| |                                                                           |                                                            |                                                    |
| Quellen: |                                                                           |                                                            |                                                    |

Die Bahnstrecke Busenbach–Ittersbach (teilweise auch als Albgaubahn oder Albtalbahn-Bergstrecke bezeichnet) ist eine Eisenbahnstrecke im Nordschwarzwald und im Kraichgau. Die elektrifizierte und durchgehend eingleisige Nebenbahn zweigt im Bahnhof Busenbach von der Albtalbahn, mit der sie betrieblich und historisch eng verknüpft ist, ab und führt als Stichbahn bis Ittersbach. Zuständiges Eisenbahninfrastrukturunternehmen ist die Albtal-Verkehrs-Gesellschaft (AVG), die auch als alleiniges Eisenbahnverkehrsunternehmen auf der 14,1 Kilometer langen Strecke operiert. Ursprünglich bildete die Bahnstrecke Busenbach–Ittersbach eine betriebliche Einheit mit der anschließenden Pforzheimer Kleinbahn von Ittersbach nach Pforzheim. Anfangs war die Gesamtstrecke Busenbach–Pforzheim meterspurig, später wurde der hier behandelte Abschnitt auf Normalspur umgebaut, der Restabschnitt nach Pforzheim hingegen stillgelegt.

## Geschichte

### Meterspurzeit
Nachdem Busenbach bereits am 14. Mai 1898 durch die anfangs ebenfalls meterspurige Albtalbahn Anschluss nach Karlsruhe erhielt, ging am 10. April 1899 auch der ursprünglich 12,6 Kilometer lange Abschnitt zwischen Busenbach und Ittersbach in Betrieb. Die Verlängerung bis Brötzingen, damals noch ein Vorort von Pforzheim, folgte am 2. Januar 1900. Die Strecke wurde anfangs noch mit Dampflokomotiven befahren.
Wie die Albtalbahn wurde auch die Strecke von Busenbach nach Pforzheim von der Westdeutschen Eisenbahn-Gesellschaft (WeEG) erbaut, die sie schließlich 1898 in die neu gegründete Tochtergesellschaft Badische Lokal-Eisenbahnen Aktien-Gesellschaft (BLEAG) einbrachte.
1911 wurde auch die Strecke von Busenbach nach Ittersbach elektrifiziert, die Fahrspannung betrug anfangs 8000 und später 8800 Volt. Verwendet wurde dabei Einphasen-Wechselspannung mit 25 Hertz. Technische Probleme sowie Mangel an Kraftwerkskohle zwangen die BLEAG 1917, den elektrischen Betrieb auf der Busenbacher Zweigstrecke einzustellen, infolgedessen wurde die Oberleitung abgebaut.
Im Zuge der Weltwirtschaftskrise geriet die BLEAG zunehmend unter Druck und stellte deshalb den unrentablen Betrieb zwischen Busenbach und Ittersbach Anfang 1931 ein. Das Reststück bis Pforzheim wurde hingegen an die Stadt Pforzheim verkauft und von dieser weiterbetrieben.
Erst nach Übernahme der BLEAG durch die Deutsche Eisenbahn-Betriebsgesellschaft (DEBG) im Jahr 1932 konnte auch der Betrieb zwischen Busenbach und Ittersbach wieder aufgenommen werden. Bis 1936 wurde die Strecke schließlich erneut elektrifiziert.
Zum 1. April 1957 übernahm schließlich die Albtal-Verkehrs-Gesellschaft mbH (AVG) die Strecke. Anders als die benachbarte Albtalbahn wurde die Strecke nach Ittersbach durch die AVG nicht unter laufendem Betrieb umgespurt, sondern zum 14. November 1964 vorübergehend stillgelegt.

### Normalspurzeit
Erst am 30. Juni 1966 war der 6,8 Kilometer lange Teilabschnitt bis Langensteinbach Süd umgespurt. Er ist seither mit 750 Volt Gleichspannung elektrifiziert. Die neue Endstelle Langensteinbach Süd ersetzte dabei den vormaligen Haltepunkt Langensteinbach Erholungsheim aus der Schmalspurzeit.
Der 5,8 Kilometer lange Restabschnitt bis Ittersbach lag wegen geringer Nachfrage weiterhin still. Erst mit der 1971 gegründeten Gemeinde Karlsbad wurde sein Wiederaufbau beschlossen. Am 16. Oktober 1975 konnte auch dieser Abschnitt wiedereröffnet werden, speziell hierfür wurden die Gelenkwagen 22–25 beschafft. Um Spielberg besser anzubinden, wich die neue Strecke ab dem Langensteinbacher Bahnhof von der alten Taltrasse aus der Zeit um die Jahrhundertwende ab – verlängerte sich dadurch aber um 1,8 Kilometer. Gleichzeitig endete der Betrieb auf dem 1966 umgespurten 1,9 Kilometer langen Abschnitt zwischen Langensteinbach und Langensteinbach Süd. Im Gegenzug wurde sie in Ittersbach um 600 Meter verlängert, dort führt seither der Neubauabschnitt zwischen Ittersbach Bahnhof und Ittersbach Rathaus die Strecke näher an den Ortskern heran als dies bei der Schmalspurbahn der Fall war.

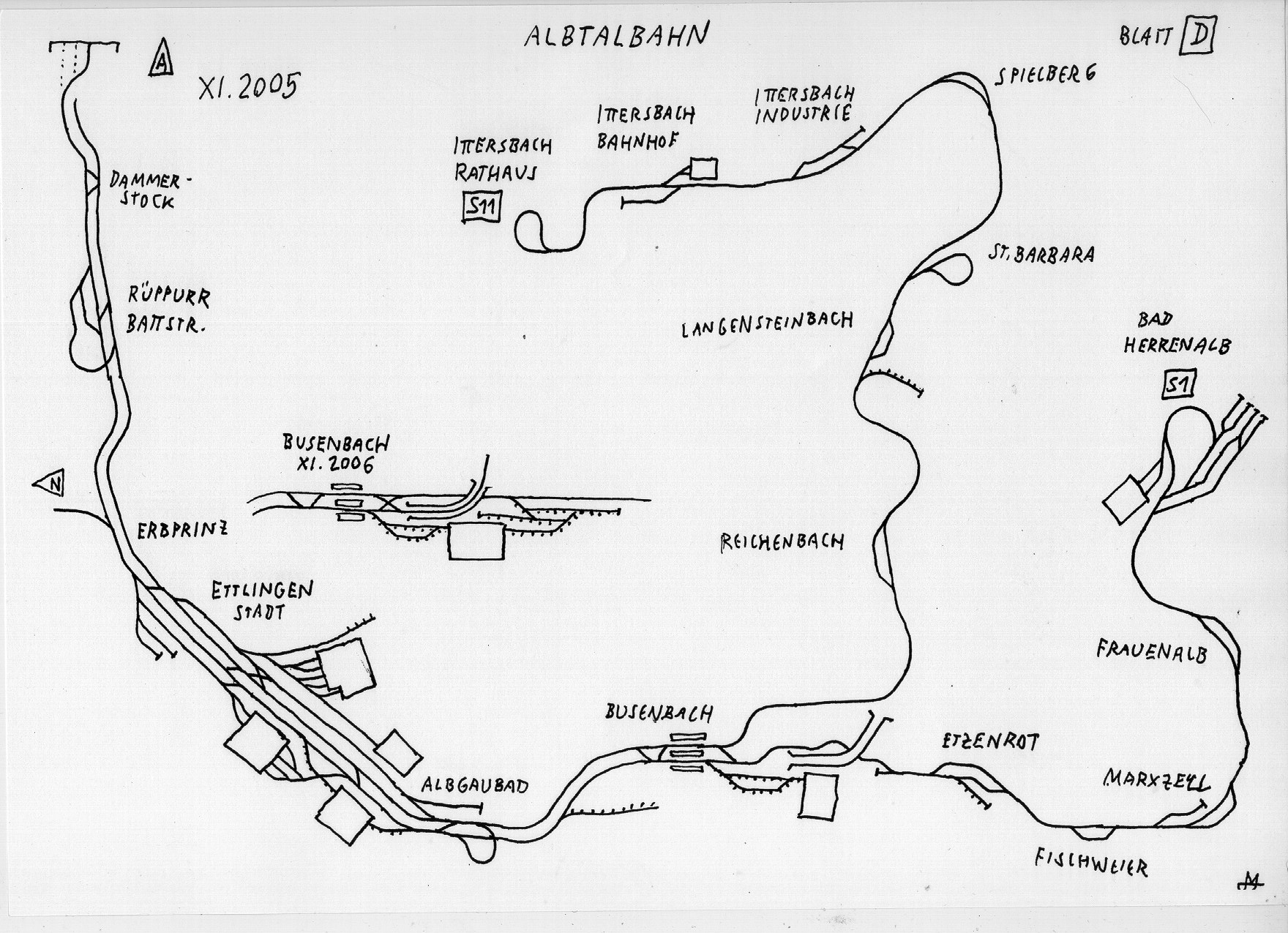
Unmaßstäblicher Gleisplan der Strecke, Stand 2006

Bereits 1972 ging der Haltepunkt Reichenbach Kurpark in Betrieb, bevor die Strecke ab 1977 zwischen diesem und dem Bahnhof Reichenbach neu trassiert und um circa 600 Meter verkürzt wurde. Die modifizierte Trasse ging schließlich am 17. November 1979 in Betrieb.
2006 wurde die Trasse zwischen Busenbach Bahnhof und Reichenbach Kurpark über eine neu errichtete Brücke über die Landstraße 564 verlegt, wodurch ein höhengleicher Bahnübergang wegfiel.
Am 28. November 2011 wurden der neu eingerichtete Haltepunkt Langensteinbach Schießhüttenäcker sowie im Anschluss daran der 700 Meter lange zweigleisige Abschnitt bis Langensteinbach eröffnet. Dafür entfiel das in diesem Bereich gelegene Anschlussgleis zum Unternehmen Ritter/Paradigma (vormals Hummel).

## Betrieb

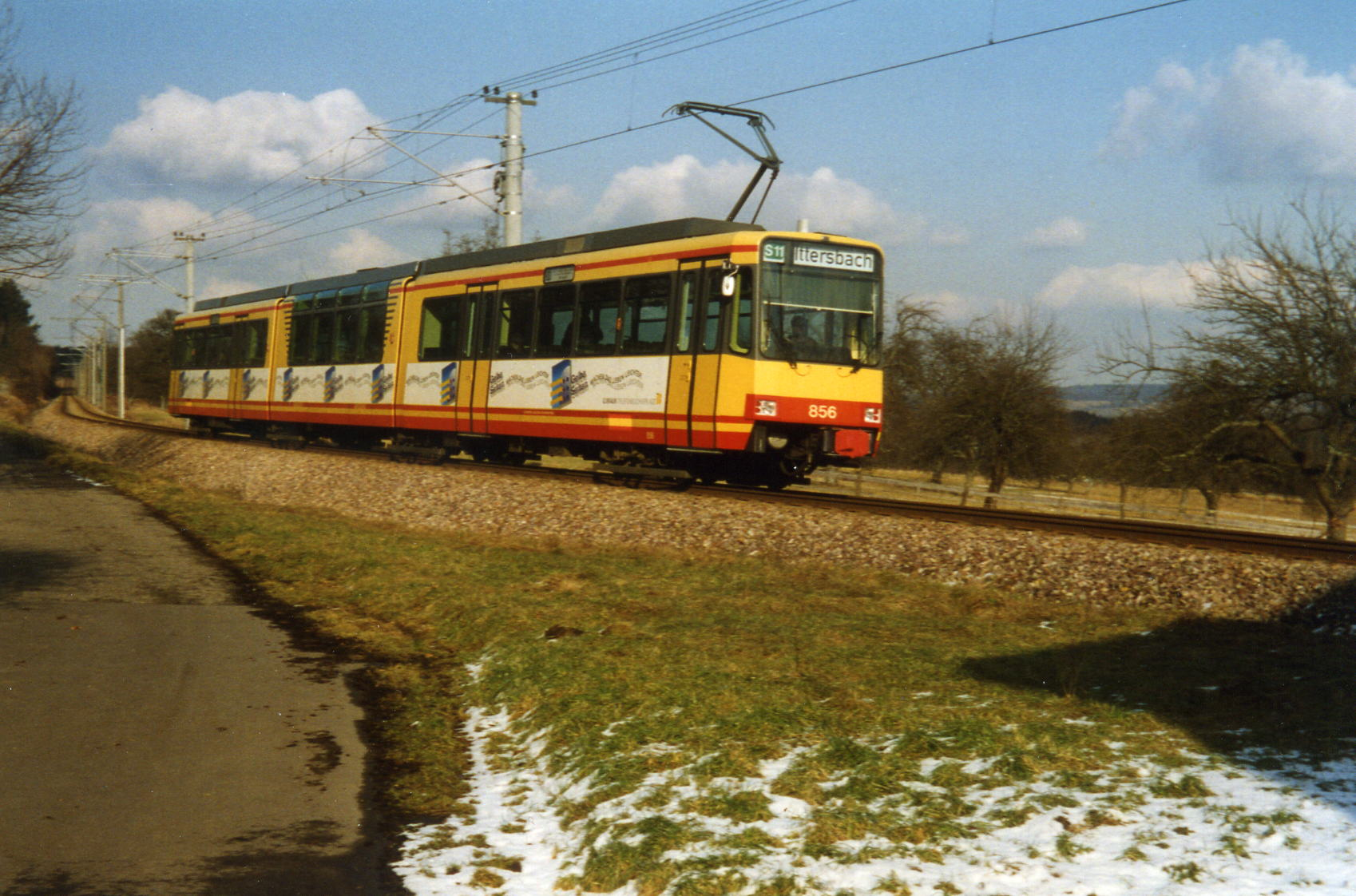
Zug der S11 bei Ittersbach

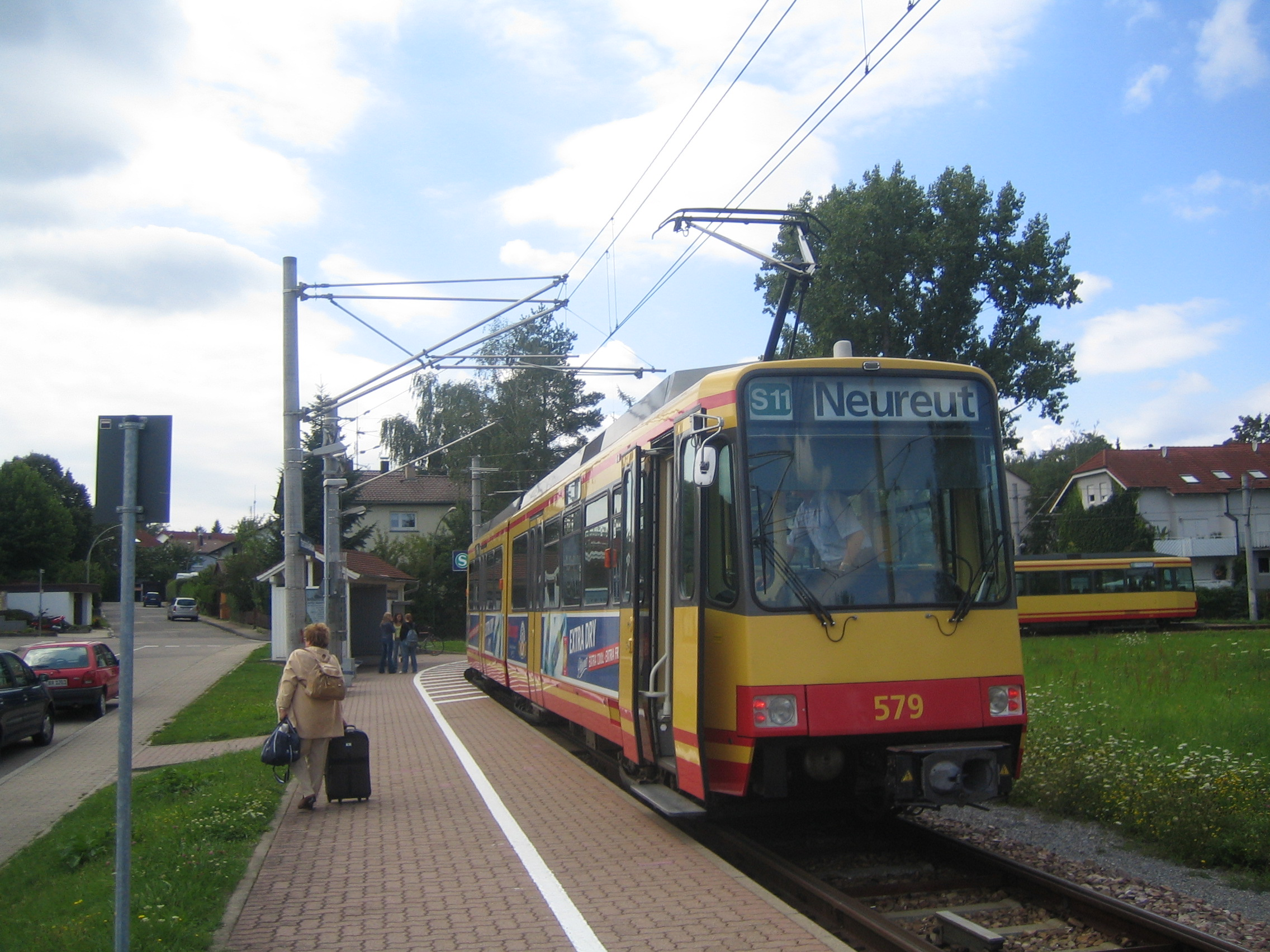
Endstation Ittersbach Rathaus

Die Strecke wird heute werktags tagsüber alle 30 Minuten von der Linie S11 der Stadtbahn Karlsruhe bedient, noch bis 1994 wurden dabei sowohl der Bad Herrenalber als auch der Ittersbacher Streckenast als Linie A bezeichnet. Die Züge von und nach Ittersbach verkehren über die Albtalbahn durchgehend bis Karlsruhe und darüber hinaus meist bis zu einem Zielort an der Hardtbahn. In den Hauptverkehrszeiten verstärkt, jeweils in Lastrichtung, seit Dezember 2021 die Linie S12 von und zum Karlsruher Rheinhafen das Angebot. S11-Eilzüge verkehren seither nicht mehr.
Die Bahnsteighöhe beträgt an fast allen Stationen 38 Zentimeter, Wendeschleifen erlauben in Langensteinbach St. Barbara und Ittersbach Rathaus das Wenden der auf der S11 und S12 eingesetzten Einrichtungswagen des Typs NET 2012. Die Gesamtstrecke wird nach der Fahrdienstvorschrift für Nichtbundeseigene Eisenbahnen (FV-NE) betrieben. Am Bahnhof Ittersbach befindet sich ein zweigleisiger Triebwagenschuppen.
Güterverkehr findet keiner mehr statt.
Die Strecke ist mit den Zugbeeinflussungssystemen Induktive Meldeübertragung und Punktförmige Zugbeeinflussung ausgerüstet. Die Albtal-Verkehrs-Gesellschaft kündigte  eine Umstellung auf Communication-Based Train Control ab 2029 an, mit dem Ziel, automatisierten Fahrbetrieb der Stadtbahnen mit zunächst GoA 2 und anschließend GoA 4 einzuführen.

## Zukunft
Es gibt bereits Vorschläge – zuletzt 2016 – für eine Verlängerung der Strecke von Ittersbach über Straubenhardt nach Neuenbürg (Enzkreis). Mit der Realisierung würde die S-Bahn-Linie nach Pforzheim verlängert. Für die Verlängerung wäre ein Neubau der Strecke erforderlich. Der Landkreis Karlsruhe prüft, ob das Vorhaben wirtschaftlich ist. Zuletzt hatte die Machbarkeitsstudie im Jahr 2016 einen Kosten-Nutzen-Faktor von 0,5 ergeben.